# 国民解放政治委員会

自由ギリシャ
Ἐλεύθερη Ἑλλάδα (ギリシャ語)

国の標語: Ελευθερία ή θάνατος（ギリシア語）
自由か死か

Θάνατος στο Φασισμό（ギリシア語）
ファシズムに死を国歌: Ὕμνος εἰς τὴν Ἐλευθερίαν（ギリシア語）
自由への賛歌

3カ国によるギリシャ占領

国民解放政治委員会（こくみんかいほうせいじいいんかい、ギリシア語: Πολιτική Επιτροπή Εθνικής Απελευθέρωσης, Politiki Epitropi Ethnikis Apeleftherosis, PEEA）は、1944年にギリシャで発足したギリシャ共産党支配の政府である。アテネのドイツ傀儡政府とカイロ亡命政府に対抗するために設立された。1944年3月のレバノン会議でギリシャ亡命政府と統合し、国民統合政府を樹立した。

## 設立
PEEAは、1944年3月10日に、当時国の大部分を支配していた左翼の民族解放戦線（EAM）／ギリシャ人民解放軍（ELAS）の運動によって設立された。設立趣意書によると、その目的は、「征服者に対する闘争を強化し、完全な民族解放のために、我が国の独立と統合のために（中略）国内のファシズムと武装反逆者の組織を消滅させること」であった。
PEEAの権限は、1944年の国民評議会（ギリシア語: Εθνικό Συμβούλιο）の設立後に大幅に強化された。国民評議会は、1944年4月下旬にPEEAによって組織された秘密選挙によって、ギリシャの解放地域とアテネを中心とするまだ占領されている都市の両方で選出された議会であった。この選挙では150万から180万人のギリシャ人が投票し、ギリシャで初めて女性の投票権が認められたことが特筆される。評議会は、1944年5月14日から27日まで、エヴリタニアの山村コリシャデスに初めて集結した。その主な活動は、決議の投票であり、その抜粋が引用されている。
| 「 | "General clauses The National Council, composed of representatives of the whole of the Greek people, who converged to declare its inexpugnable will to fight to the bitter end for the liberation of the country, the destruction of fascism and the restoration of its national unity and popular sovereignty, willing to determine the way all authorities are exercised in free Greece, votes: - Article 1: It ratifies the charter establishing Political Committee of National Liberation of March 10, 1944. - Article 2: All powers derive from the people and are exercised by the people. Self-administration and popular judicature are fundamental institutions of the public life of the Greeks. - Article 3: The National Council is the supreme instrument of popular sovereignty. The PEEA possesses all powers determined in this decree. - Article 4: The People's liberties are sacred and inviolable. The struggling nation will protect them from any threats no matter where they are coming from. - Article 5: All Greeks, men and women, have equal political and civil rights. - Article 6: Employment is a fundamental social function and generates rights for the enjoyment of life’s goods. - Article 7: The People's language is the formal language for all manifestations of public life and for all educational grades." | 」 |

PEEAの初代会長は、国民社会解放運動（EKKA）の元リーダーであるエヴリピディス・バキルツィスであった。4月18日、アテネ大学の著名な憲法学の教授であるアレクサンドロス・スヴォロスがその職に就き、バキルツィスは副大統領になった。PEEAには、共産主義者の指導者だけでなく、共産主義思想とは無縁の進歩的なブルジョワも多数参加した。
ELASはドイツとイタリアの占領軍に抵抗しただけでなく、自由ギリシャの山間部（つまりギリシャにおいて最大の部分）を支配して、生活を再編成した。EAMはPEEAの調整と組織化により、地元の人々が学校を組織し、大都市からの難民を入院させ、農作物をドイツの略奪から保護することを助けた。アマチュアの俳優や音楽家は、ほとんどの農村で見たことも聞いたこともないような移動劇場やバンドを作った。ELASのもう一つの功績は（部分的には進歩的なアイデア、部分的には男性の不足のため）女性の権利促進であった。それまで家庭や畑で働いていた若い女の子たちが教育を受け、自分を表現する機会を得たのである。また、電話回線やメッセンジャーによる即席の通信手段や、食糧の再分配システムもあり、どの村も飢えることはなかった。